# Hnativka, Mlîniv
Hnativka (în ucraineană Гнатівка) este un sat în comuna Mîkolaiivka din raionul Mlîniv, regiunea Rivne, Ucraina.

## Demografie
Componența lingvistică a localității Hnativka
     Ucraineană (99,46%)
     Alte limbi (0,54%)
Conform recensământului din 2001, majoritatea populației localității Hnativka era vorbitoare de ucraineană (99,46%), existând în minoritate și vorbitori de alte limbi.